# Lineage W
Lineage W è un videogioco di ruolo online multigiocatore di massa (MMORPG) sviluppato e pubblicato da NCSoft. È il quinto capitolo principale della serie Lineage. Utilizza tutti gli elementi di Lineage e condivide alcuni elementi con il Lineage II. Il gioco è stato annunciato nell'agosto 2021, e pubblicato per i sistemi operativi Android, iOS e Microsoft Windows il 4 novembre dello stesso anno nell'Asia orientale. Il gioco supporta il gioco multipiattaforma tra dispositivi mobili, PC e console.
Sebbene l'uscita del gioco per tutto il mondo sia stata prevista per il 2021, non è ancora disponibile nelle regioni al di fuori dell'Asia. Il gioco è previsto che sia pubblicato anche per PlayStation 5 e Nintendo Switch.

## Sviluppo
La settimana prima dell'evento "THE WORLD", NCSoft ha annunciato che il nuovo Lineage sarà il titolo più grande di sempre. Inizialmente era previsto l'uscita in tutto il mondo con la maggior parte delle piattaforme di gioco supportate. Successivamente, NCsoft ha aggiornato l'annuncio sul sito web rivelando maggiori informazioni e aprendo la pre-registrazione. Taek Jin Kim, CCO di NCSoft, ha definito questo gioco "il Lineage finale".
Lineage W introduce un'unica build per i tutti i mercati per creare una comunità di gioco globale. Giocatori di diversi paesi possono cooperare e competere in un unico server. Per convertire tutti gli elementi di Lineage da 2.5D a 3D, NCSoft ha sviluppato il gioco utilizzando Unreal Engine 4  Lineage W supporta la traduzione con intelligenza artificiale sviluppata internamente da NCSoft che può tradurre le comunicazioni degli utenti in tempo reale al giocatore. Nel gioco è incluso anche un sistema di scrittura vocale per facilitare la comunicazione tra i giocatori.

## Accoglienza
Prima della sua uscita,  gli utenti e gli esperti del settore avevano aspettative contrastanti sul il gioco. I giocatori erano preoccupati per le meccaniche pay-to-win portate da titoli precedenti di NCSoft.
Nonostante le preoccupazioni dei giocatori, Lineage W è stato in cima alle classifiche di Google Store e Apple Store in Corea del Sud per diversi giorni dopo la sua uscita. Si stima che il gioco abbia guadagnato 16 miliardi di won al giorno nei primi quattro giorni dalla sua uscita, battendo il record delle entrate più alte mai ottenute per un gioco dell'azienda. Il gioco è rimasto al primo posto su Google Play in Corea del Sud per un mese intero dopo la sua uscita, con vendite stimate di oltre 200 miliardi di won (166 milioni di dollari) a dicembre 2021.
Sebbene Lineage W abbia avuto molto successo nei mercati coreano e taiwanese, non ha riscontrato un successo simile in altri mercati asiatici. In particolare in Giappone, il secondo mercato di gioco più grande in Asia, il gioco ha registrato cifre di vendita deludenti, con prestazioni simili in paesi come Singapore e gli Emirati Arabi Uniti. Questa è stata una sorpresa, poiché Lineage W aveva lo scopo di soddisfare il mercato estero. Il fallimento finanziario di Lineage W al di fuori della Corea del Sud e di Taiwan è forse uno dei motivi della riluttanza a distribuire il gioco in Europa e Nord America da parte di NCSoft.